# Mtwara (région)
Pour la ville, voir Mtwara.
 (avril 2009).
Si vous disposez d'ouvrages ou d'articles de référence ou si vous connaissez des sites web de qualité traitant du thème abordé ici, merci de compléter l'article en donnant les références utiles à sa vérifiabilité et en les liant à la section « Notes et références ».
La région de Mtwara est une région de la Tanzanie. Située à l'extrême sud-est du pays, longue bande de terre se terminant à l'océan Indien, elle est séparée du Mozambique par le large fleuve Ruvuma.
Elle est majoritairement habitée par des Makondés, un peuple rendu célèbre dans le pays par ses sculptures.

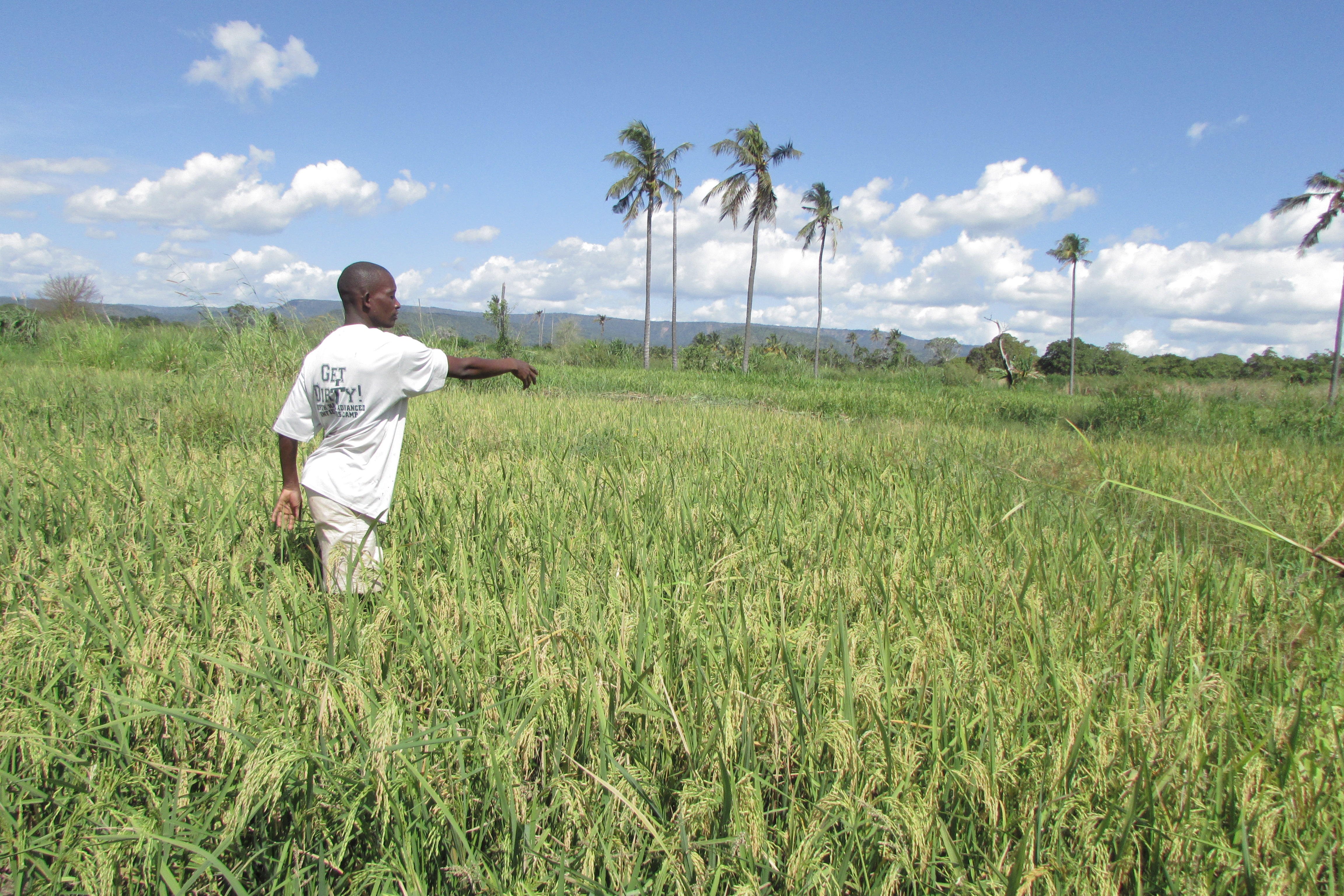
Rizières dans la région de Mtwara.
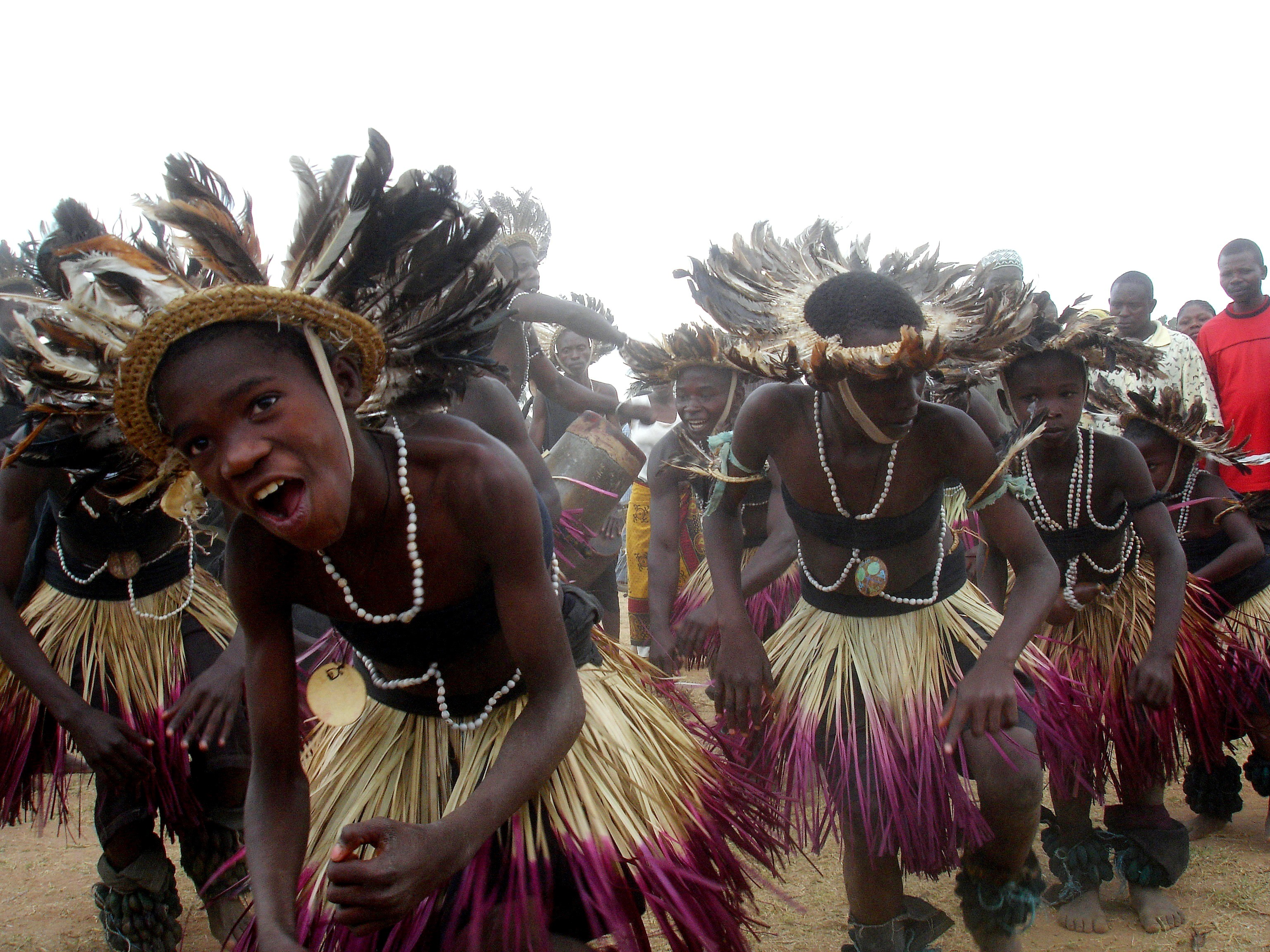
Danse traditionnelle.
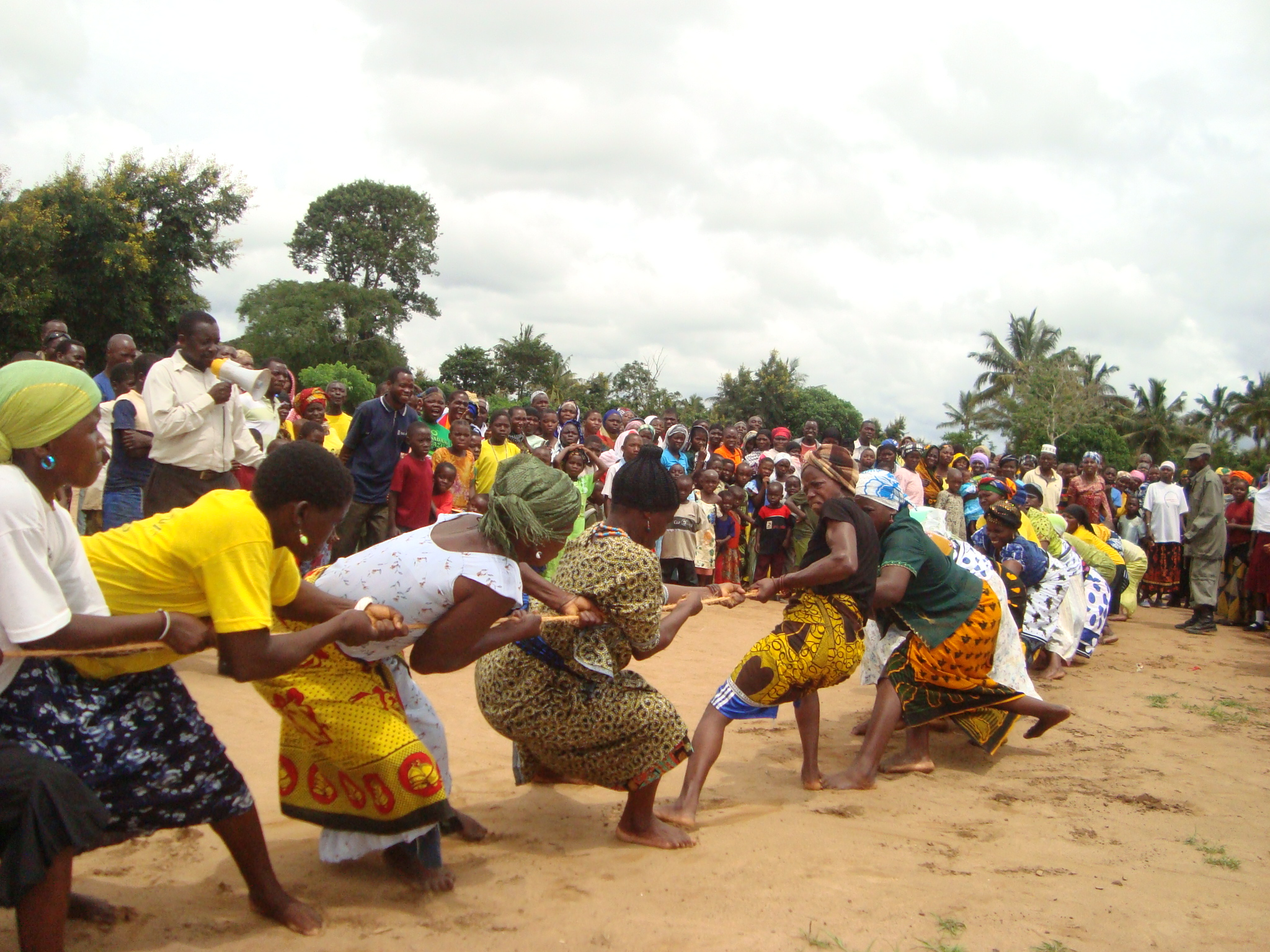
Tir à la corde de femmes à Naliendele.